# П'ять листів прощання
«П'ять листів прощання» («Հրաժեշտի յոթ նամակ») — радянський художній фільм 1987 року, знятий режисером Юрієм Єрзинкяном на кіностудії «Вірменфільм».

## Сюжет
Історико-біографічний фільм за літературними матеріалами Еразма-Мелік Карамяна. Про останні три місяці життя вірменського поета та драматурга Олександра Вермішева, комісара Червоної Армії, одного із творців газети «Правда». Взимку 1919 року Вермішев пише п'єсу «Червона правда», яка була відразу ж поставлена в Петрограді. У той час одне за одним виходять у світ його вірші. Однак у розпал творчої діяльності, коли Денікін рвався до Москви, він на власне прохання призначається комісаром у чинну армію.

## У ролях
- Роланд Тер-Макаров — Олександр Вермішев
- Аристарх Ліванов — Володимир Воронов
- Анатолій Ромашин — Петро Савицький
- Вероніка Ізотова — Валентина Вермішева
- Рубен Симонов — Ваган Тер'ян
- Євген Нерсесян — епізод
- Олександр Карпенко — епізод
- Світлана Петросьянц — епізод
- Олег Ізмайлов — епізод
- Карен Джанібекян — епізод
- Марія Виноградова — епізод
- Павло Винник — епізод
- Людмила Татунова — епізод
- Геннадій Фролов — епізод
- Олена Антонова — епізод
- Микола Парфьонов — епізод
- Муза Крєпкогорська — епізод
- Юрій Гусєв — епізод
- Олексій Миронов — епізод

## Знімальна група
- Режисер — Юрій Єрзинкян
- Сценарист — Армен Зурабов
- Оператори — Гагік Авакян, Олексій Гамбарян, Володимир Папян
- Композитор — Юрій Арутюнян
- Художник — Рафаель Бабаян